# Síndrome de Teunissen-Cremers
El Síndrome de Teunissen-Cremers, también conocido  como Anquilosis del estribo con pulgares y dedos de los pies anchos es una condición genética infrecuente la cual se caracteriza por anomalías del oído y el pulgar las cuales a veces están acompañadas de dismorfismos faciales. Es considerado formar parte de espectros clínicos tales como los síndromes de sinostosis múltiple y los trastornos del espectro sinfalangico relacionados con NOG

## Signos y síntomas
Los individuos con esta condición sufren de los siguientes síntomas:
- Anquilosis de estribo
- Perdida de la audición conductiva
- Braquidactilia tipo D (pulgares, y a veces el dedo gordo del pie, cortos e anchos con una uña de la misma descripción)

Los síntomas menos comunes (pero que aún se consideran característica de la condición) son:
- Hipermetropía
- Sinfalangismo proximal
- Sindactilia (la cual puede afectar a los pies, las manos, o a ambos)
- Fusión de vértebras espinales
- Fosas nasales hipoplasticas
- Nariz hemicilindrica
- Prominencia columelar

## Complicaciones
La pérdida de audición conductiva (causada por una anormalidad del oído medio) es el síntoma que más complicaciones puede causar de día a día en una persona con la condición.

## Genética
Esta condición está causada por mutaciones en el gen NOG, ubicado en el cromosoma 17. Estas mutaciones son heredadas siguiendo un patrón de herencia autosómico dominante, lo que significa que para que un individuo sufra de las consecuencias de un cierto alele mutado, tiene que tener al menos una copia de dicho alele, ya sea que lo haya heredado (de por lo menos uno de sus padres) o que haya aparecido como resultado de un error espontáneo (mutación "de novo")
La mayoría de estas mutaciones consisten en substituciones de un par de base, tales como c.532T > C, p.C178R (familia china de 3 generaciones descrita por Rong Yu et al. en 2020) y c.645C>A, p.C215 (familia japonesa descrita por Nakashima et al. en 2021)

## Diagnóstico
La condición puede ser tratada por medio de métodos tales como las pruebas genéticas (e.g. secuenciación de exoma completo, secuenciación de genoma completo, etc.) y por medio del examen físico.

## Tratamiento
La condición no tiene cura.
Algunas de las anomalías congénitas que se presentan con esta condición (como la sindactilia) pueden ser corregidas quirurgicamente.

## Prevalencia
Esta condición ha sido descrita en varios miembros de un número pequeño de familias alrededor del mundo.

## Historia
Esta condición fue descrita por primera vez en 1990, cuando Teunissen y Cremers describieron a una familia neerlandesa de 3 generaciones en la cual 5 hombres tenían anquilosis del estribo, hipermetropia, braquidactilia tipo D afectando a los pulgares y a los dedos gordos del pie, y, en una minoría de estos hombres; fusión vertebral y sindactilia. Los autores concluyeron que esta combinación de síntomas formaba parte de un nuevo síndrome autosómico dominante, cuyo modo de herencia podía ser defendido debido a que existían varias instancias de transmisión de hombre-a-hombre.
No fue hasta el 2002 que Brown et al., otro grupo de investigadores, descubrió la causa molecular genética de la condición: lo hicieron analizando el genoma de 2 familias de Italia y Estados Unidos, respectivamente; este mismo proceso fue el que los ayudó a encontrar las mutaciones heterocigotas del gen NOG que causan esta condición. Una mutación similar fue encontrada un tiempo después en el gen NOG de una mujer judía asquenazí de 22 años con la condición